# Inicua
Inicua ist eine Ortschaft im Departamento La Paz in Bolivien.

## Lage im Nahraum
Die Gemeinde befindet sich im Municipio Palos Blancos in der Provinz Sud Yungas. Sie liegt auf einer Höhe von 527 m am rechten, nördlichen Ufer des Río Inicua, der flussabwärts in den Río Alto Beni mündet. 

## Geographie
Inicua liegt in den bolivianischen Yungas östlich der Anden-Gebirgskette der Cordillera Real zwischen den von Nordwest nach Südost verlaufenden Bergketten der Serranía Marimonos.
Die mittlere Durchschnittstemperatur der Region liegt bei etwa 28 °C, der Jahresniederschlag beträgt fast 1600 mm (siehe Klimadiagramm Palos Blancos). Die Region weist ein ausgeprägtes Tageszeitenklima auf, die Monatsdurchschnittstemperaturen schwanken im Jahresverlauf nur unwesentlich zwischen 25 °C im Juni/Juli und 29 °C im November/Dezember. Die Monatsniederschläge liegen unter 100 mm von Mai bis September und erreichen Werte von mehr als 200 mm von Dezember bis Februar.

## Verkehrsnetz
Inicua liegt in einer Entfernung von 253 Straßenkilometern nordöstlich von La Paz, der Hauptstadt des gleichnamigen Departamentos.
Von La Paz führt die Nationalstraße Ruta 3 über Coroico und Caranavi in nordöstlicher Richtung bis zur Brücke über den Río Beni, von dort weitere sechzehn Kilometer bis Inicua. Die Ruta 3 erreicht im weiteren Verlauf nach noch einmal 352 Kilometern bei Trinidad den Río Mamoré.

## Bevölkerung
Die Einwohnerzahl des Ortes ist in den vergangenen beiden Jahrzehnten deutlich angestiegen:
| Jahr | Einwohner         | Quelle       |
| ---- | ----------------- | ------------ |
| 1992 | keine Detaildaten | Volkszählung |
| 2001 | 452               | Volkszählung |
| 2012 | 711               | Volkszählung |
| 2024 |                   | Volkszählung |